# Kullerbergen
Kullerbergen är ett naturreservat beläget kring flera toppar varav Stora Kullerberget är högst i Ludvika kommun i Dalarnas län.
Området är naturskyddat sedan 2016 och är 627 hektar stort. Reservatet består av granskog.